# Cantharis brancuccii
Cantharis brancuccii es una especie de coleóptero de la familia Cantharidae.

## Distribución geográfica
Habita en Xinjiang (China).